# Approssimante labiovelare sorda
L'approssimante labiovelare sorda (tradizionalmente chiamata una fricativa labiovelare sorda) è un tipo di suono consonantico usato in alcune lingue parlate. Il simbolo in alfabeto fonetico internazionale che rappresenta questo suono è «ʍ», una lettera <w> minuscola ruotata. Rappresenta in realtà la rispettiva sorda della <u> semiconsonantica, lettera che nell'Alfabeto fonetico internazionale è «w».
[ʍ] è generalmente chiamato "fricativa" per ragioni storiche, ma, in inglese, la lingua in cui il simbolo ʍ è utilizzato principalmente, si tratta di una approssimante sorda, pari a [w] o [hw]. In rare occasioni, in altre lingue, il simbolo è più appropriato per una fricativa velare labializzata come [xʷ].

## Caratteristiche
- Il suo modo di articolazione è approssimante, cioè il suono è prodotto da un restringimento del tratto vocale sul luogo di articolazione, ma non abbastanza per produrre un flusso d'aria turbolento.
- Il suo luogo di articolazione è velare labializzato, il che significa che si articola con la parte posteriore della lingua sollevata verso il palato molle (il velo), mentre si arrotondano le labbra.
- La sua fonazione è sorda, il che significa che è prodotto senza vibrazione delle corde vocali.
- Si tratta di una consonante orale, il che significa che all'aria è permesso di uscire attraverso solamente la bocca.
- Si tratta di una consonante centrale, il che significa che è prodotta da un flusso d'aria lungo il centro della lingua, piuttosto che ai lati.
- Il meccanismo del flusso d'aria è polmonare, il che significa che si articola spingendo aria esclusivamente con i polmoni e il diaframma, come nella maggior parte dei suoni.

## Nelle lingue
- In italiano tale fono non è presente.
- Nell'inglese della Cornovaglia viene rappresentato come ⟨wh⟩ e ⟨hw⟩ nella scrittura standard, come in whath scritto anche hwath [ʍæːθ] cioè 'quale', composto da what the, nonché sinonimo di which.
- Nell'inglese della Scozia, come in wine [ʍʌɪ̯n] 'vino'.
- In alcuni dialetti del sud dell'Inglese americano, come in wine [ʍaːn] 'vino'.